# Műtéti textíliák

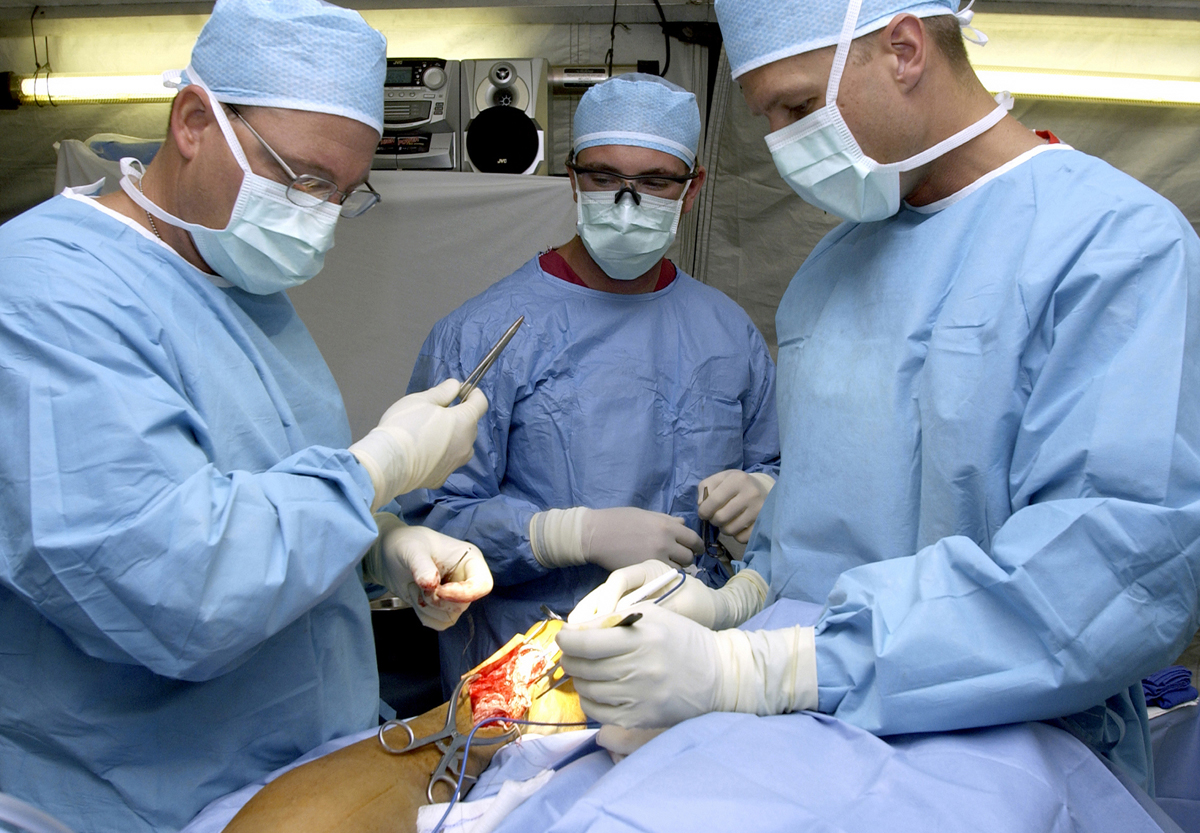
Műtét

A műtéti textíliák a kórházi textíliák egy szűkebb körét foglalják magukba, azokat az orvostechnikai eszközként alkalmazott textíliákat, amelyeket a műtétek során használnak (ruházat, különböző törlőkendők, kötszerek).
A kórházi textíliák körébe azok a textiltermékek (ruházatok, törülközők, függönyök, törlőkendők, ágy- és asztalneműk stb.) tartoznak, amelyeket a kórházakban és rendelőintézetekben a műtőkben, kórtermekben, kezelőhelyiségekben használnak, azaz közvetlen vagy közvetett kapcsolatba kerülnek a betegekkel ill. az orvosokkal, ápolókkal. Ezen belül külön csoportot képeznek az orvostechnikai eszközként alkalmazott textíliák (különösképpen a műtéti textíliák), de ezeken kívül használnak más textil- vagy textíliát tartalmazó termékeket is. Ezek egyik csoportjába az egyéni védőeszközök tartoznak, amelyek védhetnek a gyógyászati tevékenységgel kapcsolatos veszélyek (pl. fertőző anyagok vagy káros sugárzások) ellen, vagy védhetnek egyéb, a gyógyászati tevékenységgel nem összefüggő veszélyek ellen. A másik csoportba tartozik minden olyan textília, ami nem orvostechnikai eszköz és nem egyéni védőeszköz. Ezeket egészségügyi textíliáknak nevezik, és ide sorolhatók a nem kiemelt gyógyászati helyiségekben használt textiltermékek, például a személyzet és az ellátottak ruházata, az ágyneműk, a függönyök stb.
A kórházi fertőzésekben – sok más tényező mellett – a kórházi textíliáknak is nagy szerepe van ill. lehet, ez ad számukra különös jelentőséget. Nagy gondot kell fordítani egyrészt a textíliák megfelelő anyagára, másrészt azok tisztítására, fertőtlenítésére, karbantartására, mert ezek a tényezők hatással vannak arra, hogy ezek a termékek mennyire hajlamosak a kórokozók terjesztésére.
A kórházi fertőzések szempontjából igen nagy jelentősége van a műtőkben használt különféle textíliáknak, hiszen itt a nyílt sebek különösen érzékenyek az esetleges kórokozók behatolására. A továbbiakban a műtéti textíliákon belül elsősorban a műtős köpenyekre helyezzük a fő hangsúlyt, mint olyan tényezőre, amelynek a fertőzések szempontjából különösen nagy fontosságot tulajdonítanak.

## A kórházi fertőzések
A betegek kórházi tartózkodásuk ideje alatt szerzett fertőzése esetenként nagyon súlyos – esetleg halálos – következményekkel is járhat. A fertőzés tünetei vagy már a kórházban, vagy a kórházból való távozás után jelentkeznek. Ezeket a fertőzéseket nozokomiális fertőzéseknek nevezik, amennyiben a tünetek 48 órán túl, de legfeljebb a kórház elhagyását követő 30 napon belül jelentkeznek. A nozokomiális fertőzések egy része olyan, amely más közösségekben is kialakulhat, más részük csak egészségügyi intézmények körülményei között jelentkezhet. Ezt az utóbbi csoportot specifikus nozokomiális fertőzésnek nevezik. A nozokomiális fertőzések egyaránt veszélyeztetik a betegeket és a személyzetet, meghosszabbítják, megdrágítják a kórházi kezelést, rossz hírét keltik a kórháznak és akadályozzák annak normális működését.
A nazokomiális fertőzések legnagyobb része a sebészeteken (3–10%), a krónikus osztályokon (5–15%), az intenzív osztályokon (10–20%) és az újszülött intenzív osztályokon (30–40%) fordul elő.
Az, hogy egy nozokomiális fertőzést valaki megkapjon, egyéni fogékonyságon (pl. hajlam, az immunrendszer aktuális állapota) is múlik, de a fertőzések terjesztésében számos tényező játszik szerepet:
- a bőr (főleg a kéz),
- a levegő (a benne lévő részecskéken megtelepedett kórokozók révén),
- az orvosi gépek, készülékek (pl. inkubátor, altatógép, endoszkópok),
- az orvosi kézi eszközök (pl. injekciós fecskendő, tű, katéterek, szondák, sebészeti eszközök),
- a sebészeti textíliák és segédanyagok (pl. ruházat, maszkok, törlőkendők, kötszerek),
- az ápolási anyagok és eszközök (pl. ágy- és asztalneműk, törülközők, ágytál),
- gyógyszerek (infúzió, szemcsepp),
- az implantátumok,
- víz, élelmiszerek,
- berendezési tárgyak (pl. fürdőszobai felszerelések, WC ülőke).

A felsoroltak közül a továbbiakban a sebészeti textíliákra, azokon belül is elsősorban a ruházatokra helyezzük a hangsúlyt. A textilipari fejlesztésekben fontos helyet foglal el a legmegfelelőbb textilanyag és kelme- ill. ruházati konstrukció létrehozása, amely a kórházi fertőzések megakadályozásában jó eredményt hozhat.

## A kórházi textília mint lehetséges veszélyforrás
Az erre vonatkozó vizsgálatok megállapították, hogy a tiszta pamutból készült és átnedvesedett műtéti textilanyag nem ad hatékony védelmet kórokozók és a folyadékok ellen. Ennek oka egyrészt az, hogy az ilyen textílián nedves állapotban néhány perc alatt át tudnak jutni a kórokozók, másrészt azért pedig az, hogy ezek a szövetek hajlamosak a részecskeleválásra, felületükről kórokozókat szállító apró száltöredékek szabadulnak fel. Az ismert kockázatok ellenére egészen az 1970-es évekig széles körben pamut-, illetve a pamut/poliészter keverékű alapanyagokat használtak műtéti textíliaként. Azóta azonban már számos komoly nemzetközi kutatás eredménye vált ismertté a műtéti textíliák okozta kockázatokkal kapcsolatban, és bebizonyosodott, hogy a 100% pamut műtősköpeny ma már nem elégíti ki az elvárásokat.

## A kórházi fertőzések csökkentésének lehetőségei a korszerű műtéti textíliák alkalmazásával
A műtőben használt textíliáknak egyrészt meg kell akadályozniuk, hogy a műtétben részt vevő személyzet testéről kórokozók kerüljenek a beteg szervezetébe, másrészt meg kell akadályozniuk, hogy a beteg szervezetből kórokozók kerüljenek a műtétet végzőkre. 
A műtéti textíliáknak többféle követelményt kell kielégíteniük:
- Higiéniai követelmények – Ellenállóság a kórokozókkal történő szennyeződéssel szemben mind száraz, mint nedves állapotban, tisztaság (nem lehetnek mikrobiológiailag szennyezettek és nem tartalmazhatnak szennyezőanyagokat), vízhatlanság, száraz és nedves állapotban egyaránt megfelelő szilárdság.

- Fiziológiai követelmények – Egy hosszabb operációnál (akár 10–12 órán át) a műtéti öltözék viselőjét a szellemi és fizikai igénybevételen felül a kényelmetlen öltözékből eredő kellemetlen érzés is megterheli. Az öltözék ruházatfiziológiai szempontból optimális kialakításához egyszerre kell kielégíteni a termofiziológiai, a bőrszenzorikus és az ergonómiai komfortot.

- Gazdasági követelmények – A többször használatos műtéti textíliáknak bírniuk kell a rendszeres viselés, mosás, fertőtlenítés, sterilizálás igénybevételét, és javíthatóknak is kell lenniük (pl. szakadások kijavítása). Az alapanyag és a formai kivitelezés kiválasztása mellett fontos szempont a hosszabb használatot jelentő tartósság.

- Ökológiai követelmények – A műtéti textíliákat lehetőleg olyan anyagokból kell készíteni, amelyek gyártása és a rendeltetésszerű használatot követő megsemmisítése a legkevésbé terheli a környezetet.

A műtéti textíliákkal szemben elvárt számszerű követelményeket és az vizsgálat módszereit az MSZ EN 13795:2011+A1:2013 szabvány írja elő.
A higiéniai követelményekhez kapcsolódó védőfunkciónál a vizsgálat tárgya a kórokozó behatolásával szembeni ellenálló képesség (száraz ill. nedves állapotban), a mikrobiológiai tisztaság, a részecskementesség, a részecskeleválás, valamint a folyadékbehatolással szembeni ellenálló képesség. A tartóssághoz kapcsolódik az elvárt szakítószilárdság (száraz ill. nedves állapotban), valamint a repesztőszilárdság (száraz ill. nedves állapotban).
A műtétek során viselt ruházatoknak meg kell akadályozniuk a ruházatra kerülő különféle folyadékok (víz, váladékok, testnedvek, vér), valamint a kórokozók áthatolását a ruházat anyagán, ezért fontos tényező az „áthatolhatóság” a köpenyek anyagán. Ennek az ún. „barrier” (gátló) hatásnak a minősítésére ma már nemzetközileg elfogadott az amerikai AAMI (Association for the Advancement of Medical Instrumentation) szabványa. A minősítés a „folyadékáthatolás” alapján történik, amely magában foglalja a folyadékokban előforduló kórokozókat is. Az AAMI szabvány az említett veszélyt jelentő folyadékok és kórokozók áthatolásának megakadályozására 4 fokozatot állít fel:
- I. fokozat – minimális védelem (alapellátás, egyszerű elkülönítés, látogatói köpeny),
- II. fokozat – kismértékű védelem (vérvétel, sebvarrás, kezelés az intenzív osztályon, patológiai laboratórium),
- III. fokozat – elégséges védelem (artériás vérvétel, intravénás beavatkozás, sürgősségi osztály, traumatológiai kezelés),
- IV. fokozat – nagyfokú védelem (hosszú ideig tartó, folyadék hatásának kitett intenzív beavatkozások, sebészet, patogén védelem szükségessége, fertőzésveszély nem a levegőből).

### A műtéti textíliák szerepe a fertőzés megelőzésében
A pamutszövet felületéről a használat során szálacskák dörzsölődnek le, mert a felületen a felhasznált pamutszál hosszától, valamint az alkalmazott technológiától függő mennyiségben apró kis szálak állnak ki, amelyek használat során letöredeznek. A mikroorganizmusok megtelepedhetnek a bolyhokon és apró szálakon, így a felületről jelentős mennyiségű fertőzött részecske kerülhet a levegőbe. A rendszeres használat következtében a felület egyre jobban kibolyhosodhat és így egyre nagyobb mennyiségű töredezett szál terjesztheti a fertőzést. Ezt a kockázatot fokozza, hogy a pamutszöveteken könnyen áthatolhatnak a bőr hámrétegeiről leváló hámsejtek is, mert a szövet átlagos pórusmérete 80 μm körüli, míg a bőrpikkelyeké 20 μm nagyságrendű. A szöveten keresztüljutva így levegőbe kerülnek az ilyen ruházatot viselő személy bőréről származó hámrészecskék is. Ezek a részecskék is képesek arra, hogy a rájuk került kórokozókat a légtérbe juttassák, amelyek onnan különböző helyekre lerakódhatnak. A műtők különösen kényes helynek számítanak ebből a szempontból, hiszen a műtős személyzet ruházatáról leváló, kórokozókkal fertőzött levegő közvetlenül érintkezésbe kerülhet a nyílt sebbel és ezen át megfertőzheti a szervezetet. A szakirodalom erre számos konkrét adatot tartalmaz, megjelölve még az előforduló kórokozók túlélési idejét is a textílián.

### A korszerű műtéti textíliák
A textilipar állandó fejlődésben van. Nagy kutató- és vizsgálóintézetek foglalkoznak világszerte újabb és újabb nyersanyagok, technológiák, termékek és alkalmazások ki- ill. továbbfejlesztésével, és ennek keretében nagy súlyt fektetnek azokra a fejlesztésekre is, amelyek célja az egészséget és a gyógyászatot szolgáló textilanyagok létrehozása vagy tökéletesítése. Ezeknek a fejlesztéseknek már ma is számos jól bevált eredménye van. A műszaki fejlesztések eredményeként számos erre specializálódott vállalat gyárt ma már olyan anyagokat, amelyek kiválóan betöltik a műtéti textíliák iránt támasztott korszerű követelményeket. 
A fertőzésveszély csökkentése érdekében két irányban indultak el fejlesztések, egyszeri és többszöri használatra is alkalmas termékekkel kísérletezve. Kimutatták, hogy a 100% pamutból készült műtős ruházatnál sokkal előnyösebb a pamut/poliészter összetételű mikroszálas anyag, mert – különösen akkor, ha víztaszító kikészítést kapott – jobban képes megakadályozni a kórokozók megtelepedését a szöveten, ill. az azon történő áthatolásukat.
Klinikai vizsgálatok igazolták azt is, hogy az egyszer használatos, hidrofób és fóliarétegű nemszőttkelme-konstrukciókkal kisebb a fertőzések aránya, mint pamutból készült műtéti textíliák esetében.

#### A műtői köpeny anyaga
A védelmi funkciót az alapanyag, a kelmeszerkezet, a gyártástechnológia, a kikészítés és a felhasználás körülményei is befolyásolják. Ilyen befolyásoló tényezők például
- a fonal ill. a filament tulajdonságai (finomsága, a szálkeresztmetszet alakja, mérete),
- a fonal ill. a kelme előállítási technológiája,
- a kelmeszerkezet (sűrű szövetszerkezet, pl. sávoly, megerősített szövetek, laminátumok),
- a kikészítés (kalanderezés, felületmódosítás, hidrofób kikészítés, mikroorganizmusok ellen védő kikészítés stb.),
- a mosások gyakorisága,
- a felhasználási idő (30 mosás után általában csökken a biztonság).

A technika mai állása szerint a többször használható termékeknél a mikroszálas poliészter/pamut összetételű szövetek és laminátumok képezik a korszerű műtéti textíliák alapanyagait. Ezek a megfelelően kialakított szerkezet révén kellő védelmet jelentő korszerű textíliák ugyanis képesek csökkenteni az infekció veszélyét a beteg és a műtéti személyzet számára.
A barrier alapanyag többnyire sűrű poliészter- vagy pamut/poliészter összetételű szövet, az utóbbi hosszúszálú pamutból, hidrofób kikészítéssel (területi sűrűség: 210–240 g/m2, átlagos pórusátmérő: 80 μm), amelynél a részecskeleválás még elfogadható mértékű.
A mikroszálas műtéti öltözék poliészter-filamentfonalakból készül szénszál beszövéssel, hidrofób kikészítéssel (területi sűrűség: 100–140 g/m2, átlagos pórusmérete: 5–8 μm). A kelme szénszálai az elektrosztatikus feltöltődés elvezetését biztosítják. Az ilyen anyagok könnyűek, mégis nagyon erősek: nehezen szakadnak el, kopásállók, tehát tartósak. Használat közben gyakorlatilag kizárt, hogy belőlük letöredezett szálacskák kerülhessenek a levegőbe. A kelmét megfelelő kikészítési eljárással víztaszítóvá is teszik, ez szakszerű kezelés esetén tartósan megmarad.
A laminátumok két- vagy háromrétegű (trilaminátum) textíliák, amelynek textilrétege poliészter-filamentfonalakból készült szövet, ezt mikroporózus szilikonmembrán rétegekkel egészítik ki. Rendkívül nagy előnyük, hogy nagy nyomásnál se engedik át a folyadékcseppeket, részecskeleválás nincs. A membránok révén a mikroporózus műtéti öltözék megfelelő védelmet nyújt a különböző mikroorganizmusok áthatolása ellen, mert a parányi pórusokon nem képesek áthatolni sem a vírusok (méretük kb. 0,02–0,2 μm), sem a baktériumok (méretük 0,2–6 μm). A laminált kelmék tehát megakadályozzák a fertőzések terjedését, ugyanakkor az ilyen anyagból készült korszerű köpenyek lélegzőképesek, szellős, kényelmes viseletet jelentenek, mert a mikropórusokon az alig 0,01–0,0004 μm átmérőjű verejtékpára részecskéi át tudnak hatolni. Az ilyen textília a verejtéket és a levegőt is képes átengedni, így a verejték képes a bőr felületéről eltávozni és elpárologni.
A műtői köpenyek kialakításánál a következő elvárások fogalmazhatók meg:
- gátolja meg kórokozók megtelepedését és áthatolását száraz és nedves állapotban egyaránt,
- a köpeny felületéről ne szabaduljanak el szálacskák,
- legyen sterilizálható,
- álljon ellen a víz és alkohol áthatolásának,
- a köpeny egyes alkatrészeit hegesztett varratok kapcsolják össze,
- legyen könnyű, hajlékony, biztosítsa a mozgásszabadságot,
- legyen megfelelő szilárdságú,
- lehet bebújós, oldalt vagy hátul átlapolt, az utóbbi esetben pánttal legyen összeköthető, vagy tépőzárral záródjék,
- a nyakbőség szabályozható legyen,
- a kézelők szorosan, de rugalmasan záródjanak,
- lehet többször használható (mosható) vagy egyszer használható (eldobható), ezt elsősorban a köpeny anyaga határozza meg.

#### Többször használatos korszerű műtői köpeny
A többször használatos műtősköpenyekkel szemben jogos követelmény, hogy a védelmi és a kényelmi funkciót többszöri mosás, fertőtlenítés, sterilizálást követően, azaz teljes élettartamuk alatt megtartsák. Ezeket többnyire mikroszálas kelmékből, többnyire poliészter-filamentfonalakból esetleg poliészter/pamut keverékből készítik. 
A kényelmes komfortérzetet nagyban befolyásolja a kelme pára- és légáteresztő képessége, a hőátadási tényezője, valamint a kelme felületi és esési tulajdonságai. A kényelmesnek ítélt 100% pamutruha hosszú műtéteknél és magasabb hő- és páratartalomnál azonban mégsem a legjobb viselet. A pamutkelme az izzadságot magába szívja ugyan, de csak lassan párologtatja el, ezért egy ilyen ruházat egyre inkább átnedvesedik, szemben a mikroszálas kelmével, amely képes a bőr közeléből gyorsan elvezetni és elpárologtatni a verejtéket. Ráadásul a kórházi gyakorlatban egy pamut-műtősköpeny általában nehezebb (180–240 g/m2 területi sűrűségű) kelméből készül, mint a mikroszálas (100–150 g/m2), tehát utóbbiak nemcsak szellősek, de könnyebbek is.
A mikroszálas kelmék mellett a laminátumok (membránok) képezik a korszerű műtősköpenyek másik alkotórészét. A membránt a köpeny anyagának belső felületére rétegezik, illetve – háromrétegű kivitel esetén (trilaminátum) – ez alkotja a középső réteget. Ilyen esetben a külső réteg víztaszító kivitelű, a belső réteg pedig kellemes viselési tulajdonságú. Különösen fontos, hogy ez a membrán a kritikus helyeken (a köpeny elején teljes hosszában és az ujjakban) helyezkedjék el.
Egy lélegző, folyadéklepergető és többszöri mosást követően is antibakteriális tulajdonságú anyagból készült kórházi ruházattal lefolytatott kísérlet azt eredményezte, hogy ezen az anyagon – összehasonlítva a közönséges, a felsorolt tulajdonságokkal nem rendelkező ruházattal – jelentős mértékben csökkent az MRSA-fertőzés veszélye. Egy másik kísérlet a kórtermi betegágyakat elválasztó függönyöket vizsgálta és azt találta, hogy az antimikrobiális kezelésű függöny hétszer hosszabb idő alatt szennyeződik kórokozókkal, következésképp nem kell olyan gyakran mosni, mint egy kezeletlen függönyöket.
Kísérletek tanúsága szerint az antimikrobiális anyaggal (pl. ezüsttel, kitozánnal) kezelt textilanyag meggátolja a mikroorganizmusok szaporodását vagy éppen elpusztítja azokat. A kutatási eredmények azonban rámutattak, hogy az antimikrobiális tulajdonság mellett nem kevésbé fontos az is, hogy a textília hidrofób (víztaszító) tulajdonságú legyen, felületéről minden folyadék leperegjen, nehogy beszívódjék a kelme anyagába.
Kimutatták, hogy a titán-dioxid (TiO2) fény hatására erős oxidációs hatást fejt ki s ezzel képes elpusztítani a baktériumok sejtfalát és membránját, reakcióba lép a sejtalkotókkal, ami gátolja a baktériumok aktivitását és végül el is pusztítja azokat. Ezen alapul a magyar fejlesztésű, Resysten elnevezésű bevonat, amit jelenleg járművekben és élelmiszeripari környezetben használnak, de megfontolandó az egészségügyi intézményekben való használata is (a fertőző emberek által megfogható tárgyak, pl. kilincsek, eszközök bevonata). A gyártó szerint mindenféle anyagra felvihető, textíliára is. A titán-dioxid tartalmú fotokatalitikus bevonat hatása – a közlemény szerint – háromszor akkora, mint a klóré és másfélszeresen meghaladja az ózon baktériumölő hatását.

#### Egyszer használatos korszerű műtős köpeny

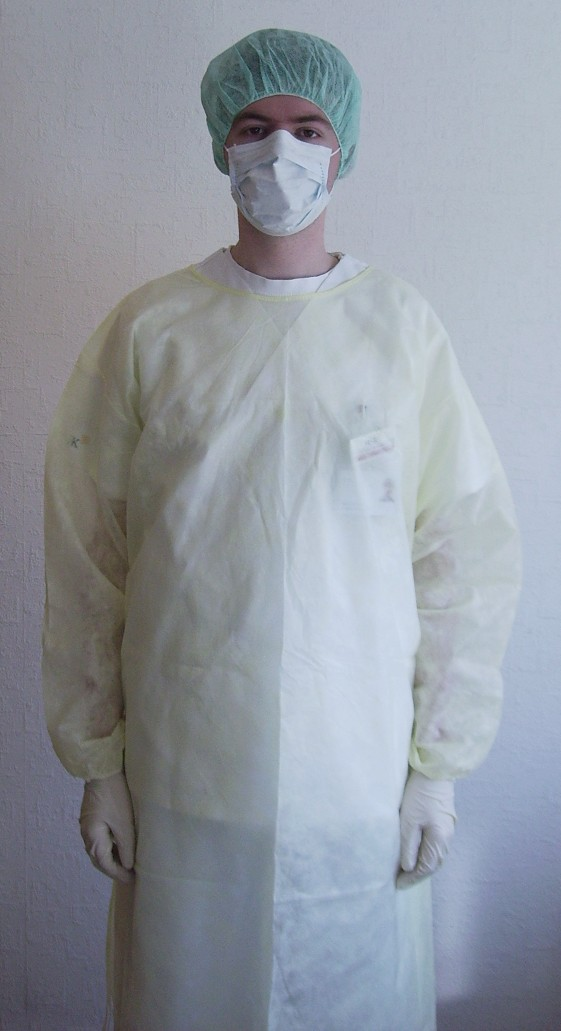
Egyszer használatos műtős köpeny

Készítenek kórházi ruházatokat egyszer használatos kivitelben is. Előnyük, hogy nagyon könnyűek, viszonylag olcsók, és az, hogy használatukkal elmarad a fertőtlenítéssel egybekötött mosás művelete. A terméket használat után ártalmatlanítják és megsemmisítik. Az a körülmény, hogy ezeket a termékeket nem kell mosni, a környezetvédelem szempontjából is előnyös, mert a mosás (beleértve a hozzá tartozó szárítást is) nagyon víz- és energiaigényes művelet, amellett a keletkező – a kórházak esetében fertőző – szennyvíz tisztításáról is gondoskodni kell, mielőtt a csatornába engedik.
Az egyszer használatos műtéti köpenyek pórusmentesek, itt különböző poliészterfólia, impregnált nemszőtt kelme, thermovlies stb. alkalmazható. A laminátumként használt poliészterfilm véd ugyan a folyadék behatolása ellen, de viselete hosszabb műtéteknél kényelmetlen.
A higiéniai követelmények teljesüléséhez műtéti ruházatot csak olyan anyagból szabad készíteni, amely eléri az AAMI szabván legalább a II., de inkább a III. vagy IV. fokozatát.
Az egyszer használatos orvosi köpenyek anyaga az ún. nemszőtt (nonwoven) kelmegyártási eljárással készül, hőre lágyuló szintetikus szálasanyagokból, többnyire polipropilénből vagy poliészterből. Az ilyen célra készített kelme általában három rétegből áll (SMS felépítés). A belső, a testtel közvetlenül érintkező, valamint a külső borítóréteget az ún. spunbond (S) eljárással állítják elő. A középső réteg ún. meltblown (M) eljárással  készül, amely sokkal zártabb szerkezetet eredményez, és ez alkotja a folyadékok és mikroorganizmusok áthatolását megakadályozó (barrier) réteget, ugyanakkor a levegőt és az izzadságpárát átengedi. A külső réteget még antisztatizáló, alkohol- és vízlepergető, antibakteriális bevonattal is elláthatják. Különlegesen nagy fertőzésveszély esetén SMMS vagy akár SMMMS felépítést alkalmaznak, itt a középső védőréteg többrétegű. A kézelőket általában pamutból készítik, kötéstechnológiával készített rugalmas szerkezettel. Minthogy ezek a ruházatok teljesen szintetikus polimerekből készülnek, varrás helyett hegesztett varratokkal alakítják ki a szükséges formákat. A záródó helyeken tépőzárakat alkalmaznak. Ma már egyre jobban elterjed ezeknek az eldobható műtős ruháknak a használata, az USA-ban például 90%-ban, Európában mintegy 50%-ban ezeket használják. A gyakorlati tapasztalat azonban azt mutatja, hogy viselési kényelem szempontjából ezek elmaradnak a többször használatos termékektől.

### Sebészeti maszk

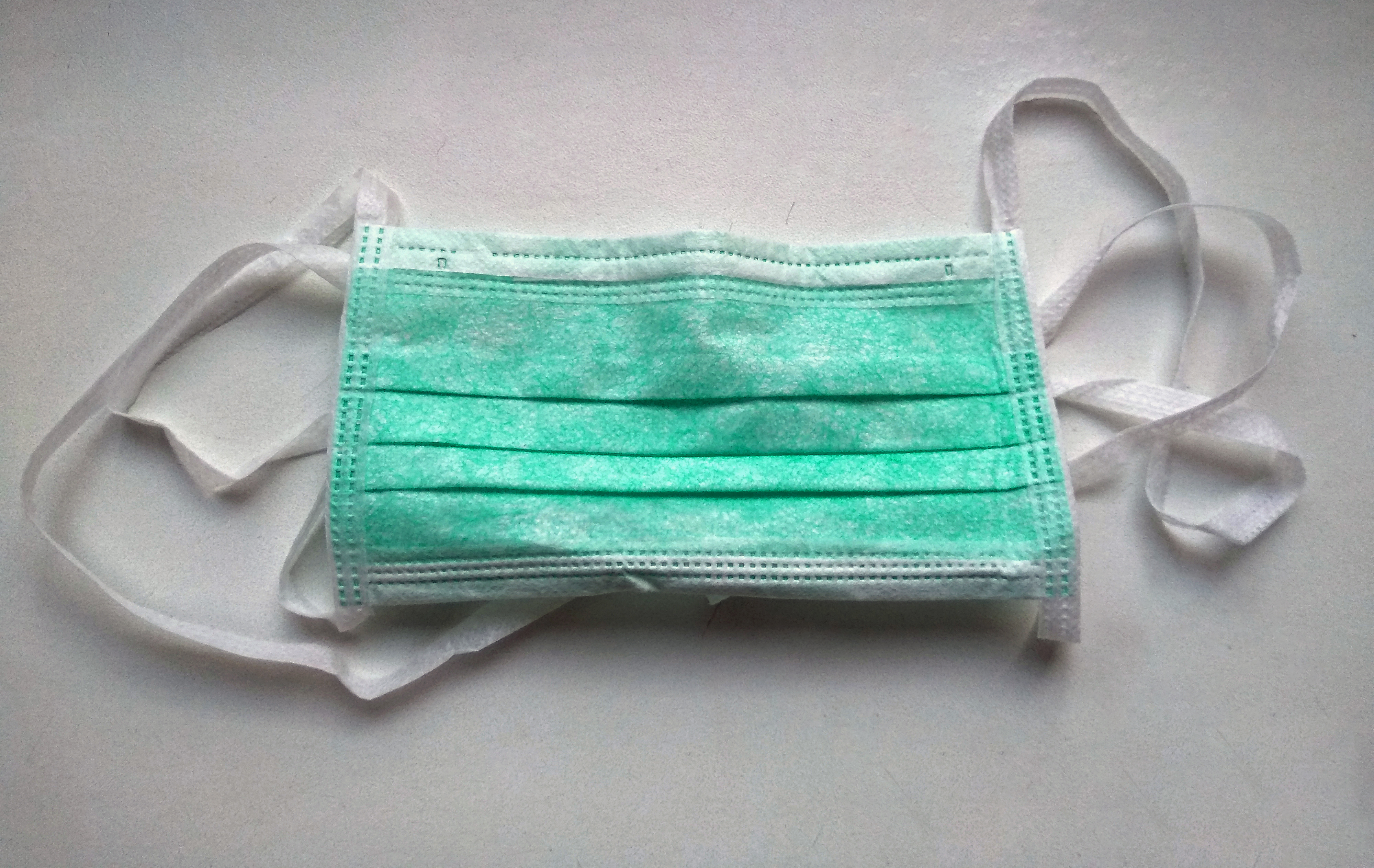
Sebészeti maszk

A sebészeti maszk – pontosabban: arcmaszk – szerepe, hogy megakadályozza a kilélegzéskor, köhögéskor, tüsszentéskor kiáramló váladékcseppek szétszóródását a környezetben és ezzel elhárítsa azt a veszélyt, hogy az esetleg ezeken a cseppeken lévő kórokozók a közelben tartózkodó más személyeket megfertőzzék. Ennek érdekében a maszkot úgy kell viselni, hogy mind az orrot, mind a szájat befedje és lehetőleg szorosan simuljon az arcra. Általában azt ajánlják, hogy egy-egy ilyen maszkot csak egyszer használjanak.
A sebészeti maszkokat ún. spunbond eljárással előállított nemszőtt kelmékből készítik. Ez az eljárás azon alapul, hogy poliészter- vagy polipropilén-granulátumot megolvasztanak és az olvadékból extruderrel nagyon vékony folytonos szálakat (filamenteket) képeznek. Az extruder a nyílásain át igen nagy számú ilyen szálat bocsát ki egymás mellett, amiket hűtéssel megszilárdítva, rendezetlen állapotban egy szállítószalagra juttatnak. Az így kialakított szövedéket az tartja össze, hogy a kissé még meleg szálak gyengén összetapadnak. A maszk készítésénél több ilyen réteget fektetnek egymásra. A szálak között olyan kicsi hézag marad, ami meggátolja a váladékcseppek áthatolását, a lélegzést viszont nem akadályozza.

## Tisztítás, fertőtlenítés
A kórházi textíliákkal kapcsolatban a különböző vizsgálatok egyértelműen kimutatták, hogy rendkívül nagy jelentősége van a mosás, fertőtlenítés és az ehhez kapcsolódó műveletek (szárítás, kalanderezés, vasalás, csomagolás) lelkiismeretes és szakszerű végrehajtásának.
A kórházi fertőzések szempontjából alapvető fontosságú, hogy a betegellátásban részt vevő személyek, eszközök, műszerek, anyagok (beleértve a különféle textíliákat is), felületek fertőtlenítésére folyamatosan nagy gondot fordítsanak. Az egészségügyi személyzet ruházatát és az egészségügyben használt ágyneműket, törülközőket és egyéb textiltermékeket gondosan mossák és az előírás szerint fertőtlenítik. A mosodáknak különösen nagy felelőssége van a higiénia terén, így a korszerű mosoda zárt csomagolásban szállítja ki és zárt helyen, becsomagolva tárolja a kimosott textíliákat használatba vételükig. A mosható textíliáknál a fertőtlenítést a mosodának a legnagyobb gondossággal kell végeznie. Nem megfelelő kezelés során számítani kell azonban arra, hogy ezek a kiszállítás során mikroszkopikus méretű kórokozókkal szennyeződhetnek, amiket azután továbbvihetnek a betegek közé, így akár magát a személyzetet is megfertőzhetik. A porózus textilszerkezetek kiváló talajt biztosítanak a mikroorganizmusoknak és – elégtelen mértékű fertőtlenítés esetén – nagyban hozzájárulnak azok szaporodásához. 
A műtéti, tisztatéri ruházatnál egyaránt szükséges a fertőtlenítő mosás és sterilizálás. Az ambuláns kezeléseknél használt textíliáknál, a kórházi ágyneműknél és osztályos munkaruháknál elegendő a fertőtlenítő mosás. A fertőtlenítő mosás az általános szennyezettség mellett a mikrobiológiai szennyeződés eltávolítását célozza. A 90–95 °C fokos mosás során nem szükséges fertőtlenítő hatású mosószert alkalmazni, 60–70 (vagy különösen 40) °C fokos mosás alkalmazásánál azonban igen. A fertőtlenítő mosással szemben az Európai Unió által összeállított követelményeket kell kielégíteni. A hazai előírásokat egy módszertani kiadvány foglalja össze.
A fertőtlenítő mosásra vonatkozik a fertőző betegségek és a járványok megelőzése érdekében szükséges járványügyi intézkedésekről szóló 18/1998. (VI. 3.) NM rendeletet, és az MSZ EN 14885:2007 „Kémiai fertőtlenítőszerek és antiszeptikumok” c. szabvány. Figyelembe kell venni a kémiai fertőtlenítőszerekre és antiszeptikumokra vonatkozó európai szabványokat is, valamint az MSZ EN 14065:2003 „Textíliák. Mosással kezelt textíliák. Bioszennyeződési ellenőrző rendszer” című szabványt, mert részletes információkat tartalmaznak a fertőtlenítő mosásra, ill. az alkalmazható mosó- és fertőtlenítőszerekre vonatkozólag. A szabvány leírja a mosodákban mosott textília mikrobiológiai minőségének biztosítását, foglalkozik a biológia szennyeződés mosodai kockázatának elemzésével (Risk Analysis and Biocontamination Control, RABC), aminek célja a mosott textíliák mikrobiológiai minőségének folyamatos biztosítása.
Hasonló követelményeket tartalmaz a megfelelő amerikai ajánlás is.
Az egészségügyi mosodákra szigorú követelmények vonatkoznak, amelyeket csak speciális gépekkel, képzett személyzettel lehet teljesíteni. A fertőzések számának csökkentéséhez elengedhetetlen a megfelelő higiéniai menedzsment működtetése. Nagyon fontos az újraszennyeződés elleni védelem. A megelőzés feltétele, hogy a szennyes illetve fertőzött kórházi textíliát megfelelő módon gyűjtsék, válogassák és szállítsák. Nagyon fontos, hogy a mosodában jól elkülönített térben kezeljék a szennyes és a tiszta textiltermékeket, és az is, hogy a tiszta árut megfelelő módon szállítsák ki és raktározzák az egészségügyi intézményben.
Ezek a követelmények beépültek például a német egészségügyi minőségbiztosítás rendszerébe, a RAL 992 szabványba, amelyet már számos más ország – köztük Magyarország – is alkalmaz. A magas színvonalú mosodai minőség és az elvárt higiénia biztosítására szolgáló RAL 992 minőségbiztosítási rendszert a Professzionális Textiltisztítók Szövetsége (Gütegemeinschaft Sachgemäße Wäschepflege e.V.) dolgozta ki és fejleszti. A minőségbiztosítási rendszer a higiénia felügyeletére összpontosít és szigorú követelményeket határoz meg a kórházi (RAL-GZ 992/2) és a gondozóintézmények (RAL-GZ 992/4) textíliáinak tisztítására vonatkozóan.A megfelelőséget független intézetek vizsgálják a tanúsítvány kiadásához.